# نواوي
نَوَا (بالأزبكية: Навоий) والنسبة إليها نَوَائِيّ. مدينة تقع في وسط شرق أزبكستان، عاصمة إقليم نوا ، بلغ عدد سكان المدينة سنة 2007 مائة وخمسة وعشرون ألف نسمة.

## المناخ
يظهر الجدول التالي التغييرات المناخية على مدار السنة لنواوي:
| البيانات المناخية لـنواوي                                   | البيانات المناخية لـنواوي | البيانات المناخية لـنواوي | البيانات المناخية لـنواوي | البيانات المناخية لـنواوي | البيانات المناخية لـنواوي | البيانات المناخية لـنواوي | البيانات المناخية لـنواوي | البيانات المناخية لـنواوي | البيانات المناخية لـنواوي | البيانات المناخية لـنواوي | البيانات المناخية لـنواوي | البيانات المناخية لـنواوي | البيانات المناخية لـنواوي |
| الشهر                                                       | يناير                     | فبراير                    | مارس                      | أبريل                     | مايو                      | يونيو                     | يوليو                     | أغسطس                     | سبتمبر                    | أكتوبر                    | نوفمبر                    | ديسمبر                    | المعدل السنوي             |
| ----------------------------------------------------------- | ------------------------- | ------------------------- | ------------------------- | ------------------------- | ------------------------- | ------------------------- | ------------------------- | ------------------------- | ------------------------- | ------------------------- | ------------------------- | ------------------------- | ------------------------- |
| متوسط درجة الحرارة الكبرى °م (°ف)                           | 6.8 (44.2)                | 10.0 (50.0)               | 15.8 (60.4)               | 23.5 (74.3)               | 29.0 (84.2)               | 34.7 (94.5)               | 36.2 (97.2)               | 35.0 (95.0)               | 29.6 (85.3)               | 22.6 (72.7)               | 15.7 (60.3)               | 9.1 (48.4)                | 22.3 (72.2)               |
| متوسط درجة الحرارة الصغرى °م (°ف)                           | −1.2 (29.8)               | 0.3 (32.5)                | 4.7 (40.5)                | 10.5 (50.9)               | 14.7 (58.5)               | 18.7 (65.7)               | 20.4 (68.7)               | 18.2 (64.8)               | 12.6 (54.7)               | 7.2 (45.0)                | 3.7 (38.7)                | 0.3 (32.5)                | 9.2 (48.5)                |
| الهطول مم (إنش)                                             | 28.1 (1.11)               | 28.6 (1.13)               | 40.9 (1.61)               | 25.9 (1.02)               | 16.0 (0.63)               | 1.7 (0.07)                | 1.8 (0.07)                | 0.5 (0.02)                | 1.8 (0.07)                | 3.6 (0.14)                | 17.7 (0.70)               | 27.3 (1.07)               | 193.9 (7.64)              |
| متوسط أيام هطول الأمطار                                     | 10                        | 10                        | 10                        | 8                         | 6                         | 2                         | 1                         | 1                         | 1                         | 4                         | 7                         | 8                         | 68                        |
| المصدر: Centre of Hydrometeorological Service of Uzbekistan |                           |                           |                           |                           |                           |                           |                           |                           |                           |                           |                           |                           |                           |